# Anonimat

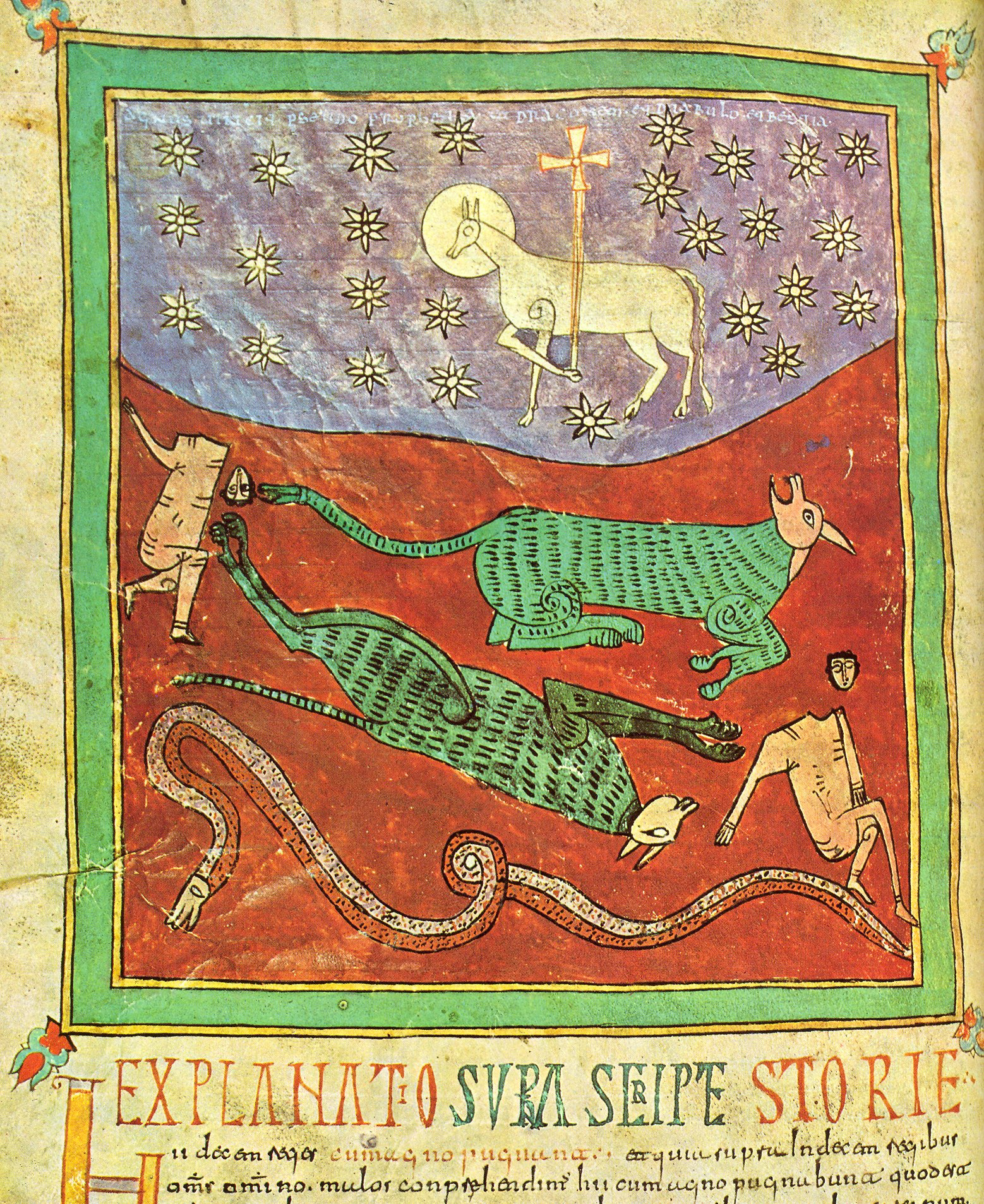
El Beatus de la Seu d'Urgell és anònim

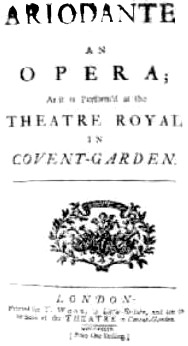
El llibret de l'òpera Ariodante és anònim

L'anonimat és la preservació de la identitat d'una persona. Pot causar-lo el desconeixement del seu nom o de l'individu en si.
Una persona pot, en un moment donat, actuar de manera anònima només perquè no se li ha acudit donar el seu nom, no li hagi donat importància o ningú no li ho hagi demanat. En altres casos la persona escull l'anonimat per a una determinada acció, sovint substituint el seu nom per un nick o pseudònim. També pot ser que hagi de ser anònima per obligació legal, com és el cas a Espanya amb els donants d'òrgans, o per seguretat, com és el cas dels identificadors de criminals. Alguns concursos i premis, exigeixen en les seves bases mantenir l'anonimat de l'autoria, en el lliurament del suport no pot constar el nom ni cap signe que identifiqui l'autor, per exemple en el Premi Sant Jordi les novel·les originals s'han de presentar obligatòriament amb pseudònim, i només després de la decisió del jurat es pot revelar la identitat de cada participant.
Quelcom signat com a anònim, o no signat, no implica que hi hagi un sol autor físic, sinó que pot ser un grup, una associació, per exemple, o diverses persones que actuen de manera successiva, com ocorria sovint als escrits medievals o en certa manera a la viquipèdia. En aquest darrer cas, es tracta del que actualment se sol denominar creació col·lectiva o de creació en col·lectiu.

## Literatura, música i belles arts

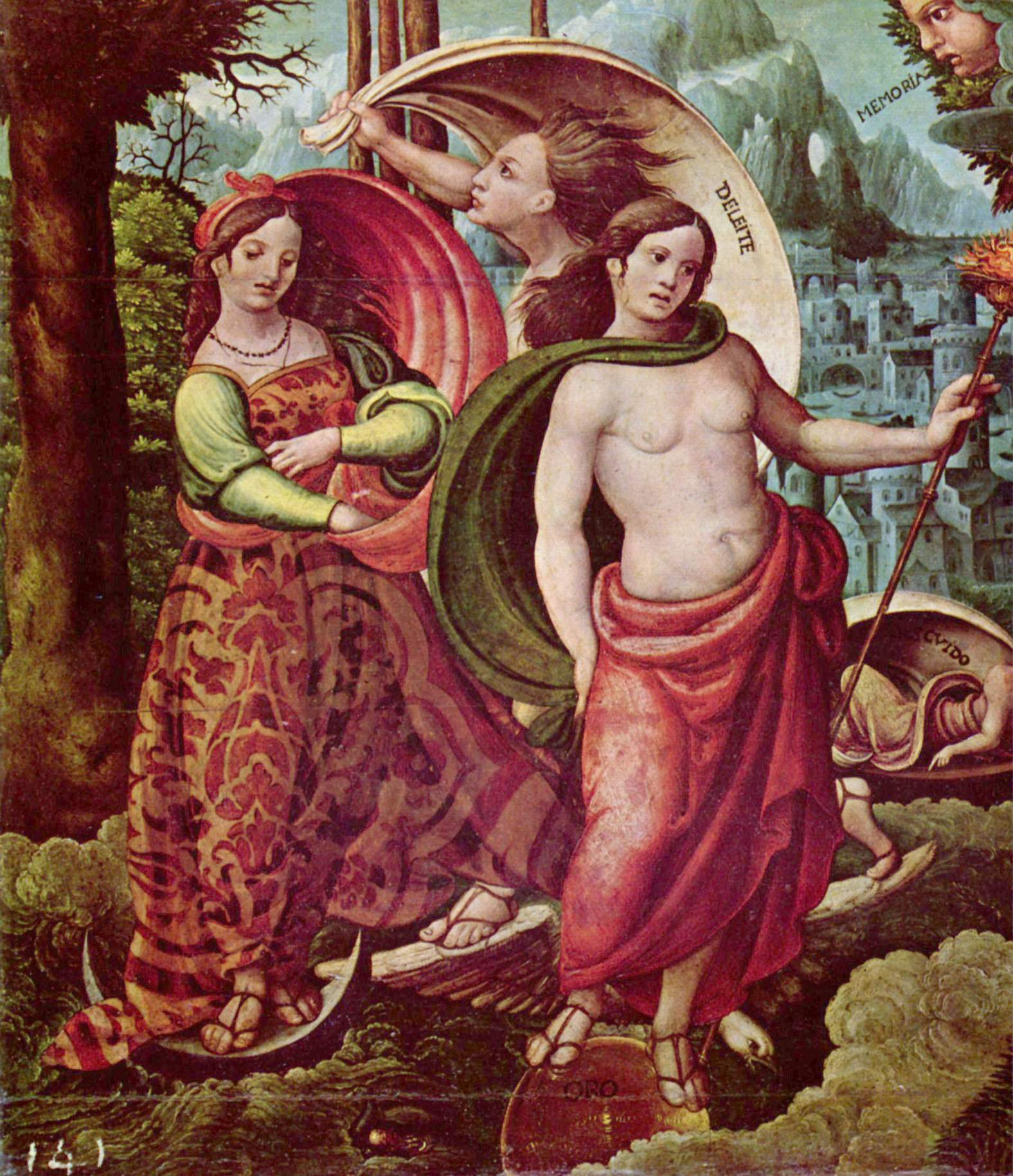
L'anomenat mestre d'Alzira va ser un pintor reinaxentista anònim

A les obres literàries i artístiques l'anonimat pot donar-se de diferents maneres, les més habituals són les següentes:
- La manca de signatura: Una persona pot publicar quelcom sense donar cap nom, per diversos motius.
- Signar amb les inicials: Una persona pot utilitzar les seves inicials, o unes d'inventades, perquè no manqui cap signatura però preservar igualment el seu anonimat.
- Usar un nom de pila: Una persona pot usar un nom de pila, sense cognoms ni altres dades, real o inventat, per a signar preservant el seu anonimat. Aquesta tècnica és sovint usada pels mitjans informatius per a referir-se a testimonis que no volen fer pública la seva identitat, més que per a signar l'autoria d'obres.
- Signar amb un pseudònim: Una persona pot tenir un o més pseudònims que li permeten no ser identificable per ningú o per a la majoria de persones, i alhora poder parlar amb i d'ella utilitzant un nom. Al llarg de la història de vegades algunes dones, com la Víctor Català, han hagut de signar amb pseudònims masculins per a no sentir-se tractades inferiorment.[6] Altres, com en Marc Parrot[7] o en Sisa,[8] utilitzen diversos noms segons l'estil o el projecte en el que estiguin involucrats.[9]
- Signatura "medieval": A l'època clàssica i medieval, diverses obres han estat fetes per la traducció, recopilació i addició d'elements a d'altres més antigues, al llarg del temps i per gent diferenta. És el cas de la direcció d'obra d'una catedral o de diverses obres de literatura, en especial els manuals (com l'Speculum al foder o el Sent Soví, per exemple) i la considerada popular (nadales, rondalles, etc.), però també d'altres, per exemple Curial e Güelfa. A la majoria d'aquests casos no es pot parlar d'un sol autor ni sempre és possible què ha aportat cadascun d'ells, més encara en els casos en els quals només han arribat fragments de l'obra als nostres dies. De vegades, les versions més modernes d'algunes d'aquestes obres apareixen signades amb un nom molt general i poc precís, i d'altres vegades són els historiadors del segle XX els que, de la mateixa manera que donen noms "descriptius" a algunes obres, escullen noms també amb la intenció de ser més o menys descriptius per a saber de qui parlen quan es refereixen a l'autor d'una o diverses obres el nom dels quals és desconegut. Solen usar noms com mestre i no és rar afegir el nom d'una ciutat o d'un lloc que se lipugui relacionar, però hi ha també altres maneres.

## Tecnologia, eines i utilitats

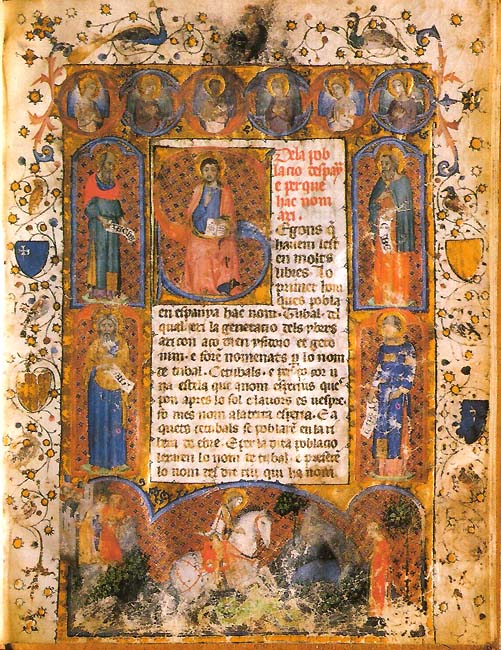
Crònica reial medieval anònima

Tot i que, de vegades, en segons quines societats, es dona un nom propi (el director o cap de projecte, per exemple), la majoria d'innovacions científiques i sobretot tècniques i tecnològiques han estat concebides, implementades i millorades per persones diferents, sovint arreu del món i de manera fractal. En algunes societats i cultures, destacant la il·lustració i la modernitat en general al món occidental, s'ha buscat posar nom propi únic, data i lloc a cada novetat científica o tècnica. A la societat actual, tal com està estructurada, és habitual que marques comercials competeixin legalment i a nivell de comunicació per posar el seu nom (sent d'altra banda el nom d'una marca comercial, en certa manera, un tipus d'anonimat, ja que amaga els noms de les persones implicades) a tants productes i sistemes com poden. Malgrat això, altres paradigmes, especialment des de la postmodernitat, tornen a valorar l'anonimat i el cooperativisme, donant més importància al que es fa i com es fa que a l'etiqueta indicant un nom propi d'una sola persona.
El cas dels articles de la Viquipèdia seria un cas especial de la "signatura medieval", ja que, si ens entretenim a estudiar l'historial, és possible saber què ha aportat cada editor, encara que hagi signat amb un o més pseudònims.

## Sociologia
En general, en grans ciutats existeix una major quantitat d'anonimat que en petits cercles. Això comporta desavantatges i beneficis, i una manera diferent de fer, que pot convenir més o menys segons per a qui i la seva personalitat. L'anonimat emergeix com a potència política després de l'esgotament del subjecte modern.

## Criminalitat

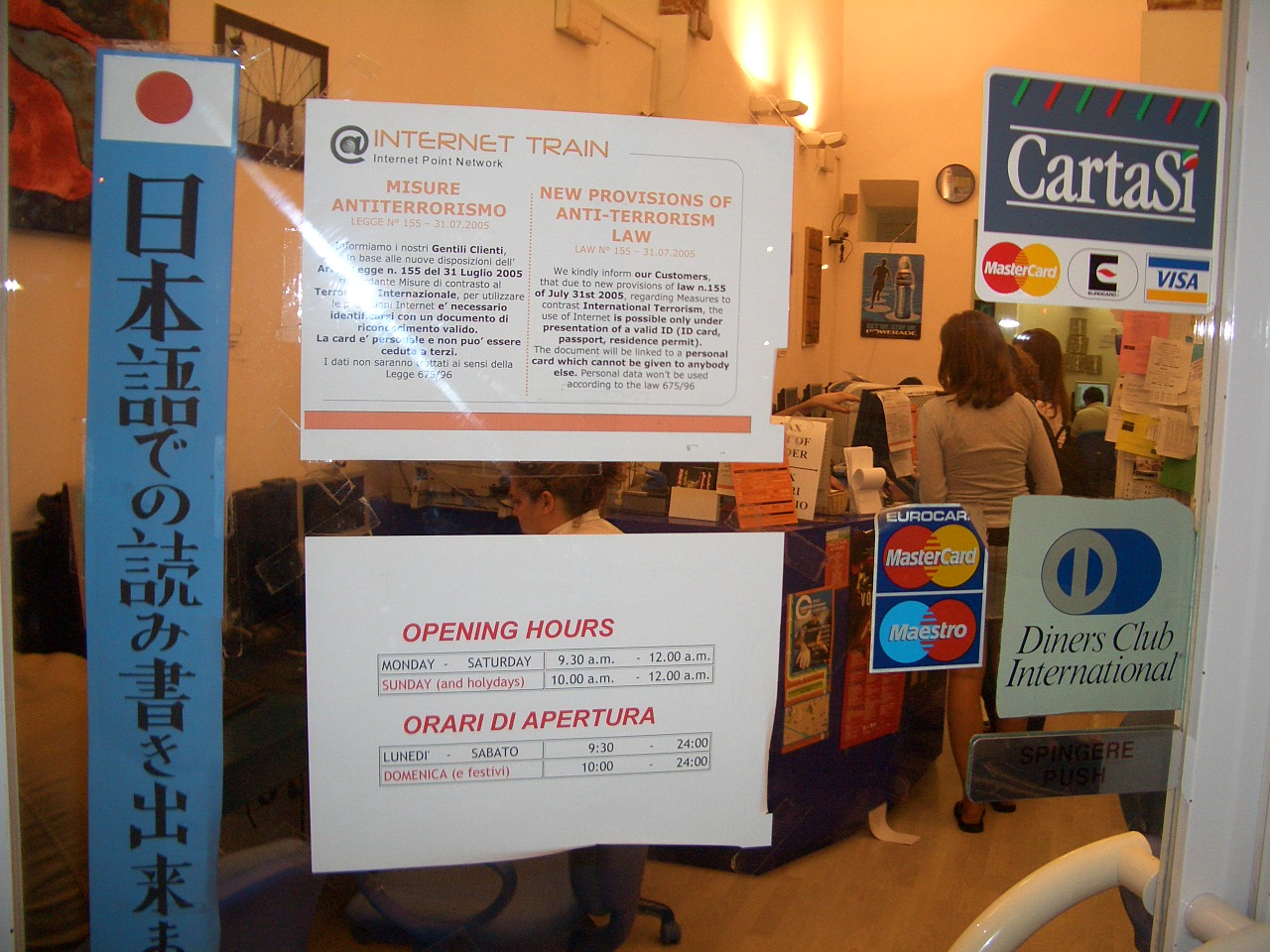
Mesures legals contra l'anonimat a Internet (Itàlia)

De vegades, alguns criminals poden cometre delictes, com amenaces, atrac, violació de la intimitat o extorsió, de manera anònima, però d'altres el que els convé és reivindicar els fets, com ocorre molt sovint al cas del terrorisme.